# Buhe
 (mars 2023).
Si vous disposez d'ouvrages ou d'articles de référence ou si vous connaissez des sites web de qualité traitant du thème abordé ici, merci de compléter l'article en donnant les références utiles à sa vérifiabilité et en les liant à la section « Notes et références ».
Le Buhe est une fête religieuse de l'Église éthiopienne orthodoxe qui a lieu chaque année, le 6 août du calendrier julien (soit actuellement le 19 août).
Ce jour-là, l'Église célèbre la Transfiguration de Jésus Christ sur le mont Thabor, en présence des trois principaux apôtres.

## Coutume éthiopienne
Les jeunes garçons doivent chanter des louanges en dehors de chez eux, après quoi les propriétaires des maisons leur offrent du pain appelé mulmul. Après cela, les gens du voisinage construisent un chibo, faisceau de bois, auquel ils mettent feu tout en chantant des chansons. La chanson principale de la cérémonie s'intitule Hoya Hoye.